# Gui Gui (actriz mexicana)
Lilia Martínez Solares (México), conocida como Gui Gui, fue una actriz infantil mexicana. Participó y protagonizó en una decena de películas durante la Época de Oro del Cine Mexicano.

## Biografía
Es hija del director mexicano de cine Gilberto Martínez Solares y de la actriz Blanca Rosa Otero, y hermana del actor Agustín Martínez Solares. Ha participado en películas entre 1954 y 1963, de las cuales algunas fueron dirigidas por su padre, como Pobre huerfanita.

## Filmografía
Cine
Cuando me vaya (1954). Personaje: Laurita
Ofrenda (1954)
Casa de muñecas / Tú y mis hijos (1954). Personaje: Emma
Pobre huerfanita (1955). Personaje y protagonista: Virginia Suárez
Para siempre / Siempre para ti (1955). Personaje: Kiki
Cara de ángel (1956)
Tres valientes camaradas (1956)
El potro salvaje (1958). Personaje: Cecilia
Los milagros de San Martín de Porres (1963)